# Syllepte thomealis
Syllepte thomealis is een vlinder uit de familie van de grasmotten (Crambidae). De wetenschappelijke naam van deze soort is voor het eerst voorgesteld als Paschiodes thomealis door Pierre Viette in een publicatie uit 1957.
De soort komt voor in Sao Tomé.